# Er Lannic
Er Lannic (Er Lannig en breton vannetais) est une petite île française, située dans le département du Morbihan en région Bretagne.

## Étymologie
En breton, Er Lannig signifie « la petite lande » (orthographe unifiée : « Ar Lannig »).

## Géographie

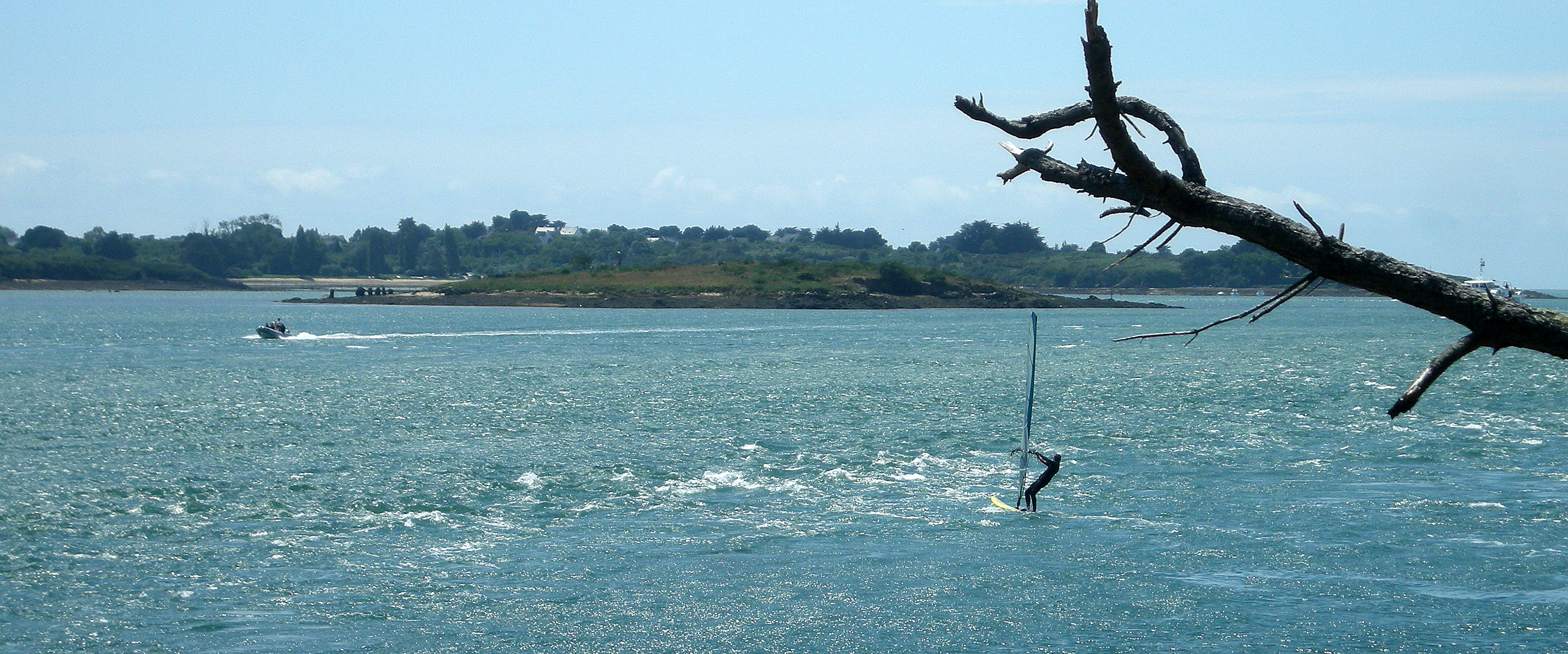
Er Lannic vue depuis l'île de Berder.

Er Lannic est située dans le golfe du Morbihan, à 500 m au sud de l'île de Gavrinis. Elle fait partie de la commune d'Arzon ainsi que l'île de la Jument et l'île Hent Tenn.
Un procès de 1770 indique que des rentes étaient encore payées alors pour des parcelles submergées à marée haute entre Sarzeau et Illur.

## Monuments

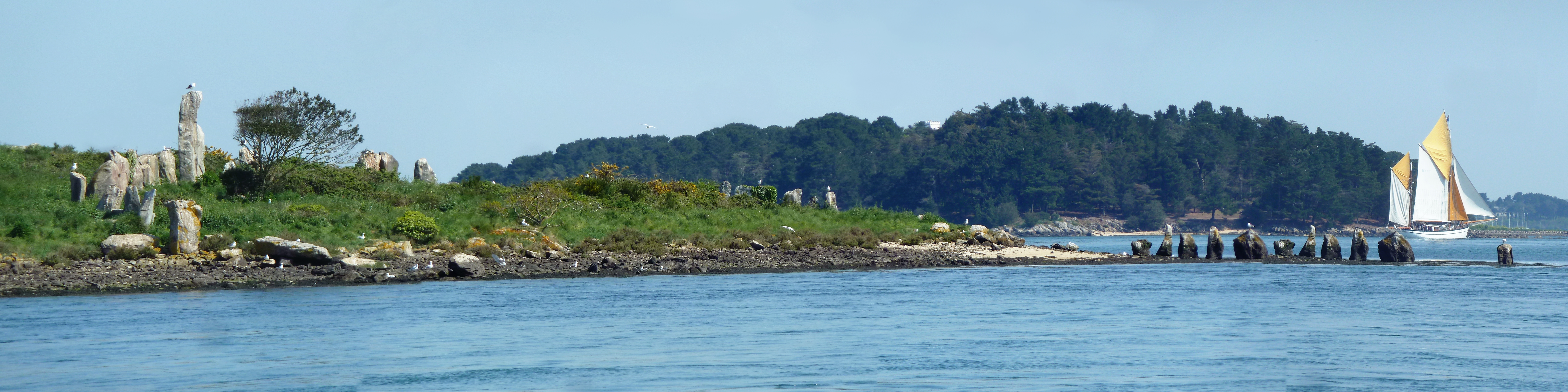
Le cromlech d'Er Lannic.

L'île possède deux enceintes de pierres levées appelées aussi cromlech qui forment deux fers à cheval. Du fait de la remontée du niveau de la mer dans le golfe depuis le néolithique, seule la partie supérieure de l'hémicycle nord est visible, le reste étant submergé par les eaux du golfe.
Le second cromlech, touchant le premier à une extrémité, est entièrement immergé (2015).

## Protection
Les Cromlechs et l'ilot d'Er-Lanic font l’objet d’un classement au titre des monuments historiques depuis 1889. 
Er Lannic fait l'objet d'un arrêté préfectoral de protection de biotope (APPB) qui vise la préservation de biotopes variés, indispensables à la survie d’espèces protégées spécifiques, depuis le 12 janvier 1982.
L'accostage est généralement interdit du 15 avril au 31 août.